# Урчиаб
Урчиаб — село в Унцукульском районе Дагестана. Входит в состав сельского поселения «Сельсовет „Араканский“».

## География
Село расположено на р. Басанитлар (бассейн р. Аварское Койсу), в 57 км к юго-востоку от районного центра, села Унцукуль.

## Население
| 1926 | 1939 | 1970 | 1989 | 2002 | 2010 | 2021 |
| ---- | ---- | ---- | ---- | ---- | ---- | ---- |
| 75   | ↗125 | ↗135 | ↘33  | ↘22  | ↘0   | ↗5   |